# Terres d'un altre món
Terres d'un altre món (títol original en anglès, Outer Range) és una sèrie de televisió neowestern de ciència-ficció estatunidenca creada per Brian Watkins i protagonitzada per Josh Brolin, Lewis Pullman i Imogen Poots. Es va estrenar a Amazon Prime Video el 15 d'abril de 2022. L'octubre de 2022, la sèrie es va renovar per a una segona temporada, amb Charles Murray assumint la posició de Watkins com a productor creador. La segona temporada es va estrenar el 16 de maig de 2024 amb subtítols al català.